# カマツカ (植物)
カマツカ（鎌柄、学名: Pourthiaea villosa）とは、バラ科カマツカ属の落葉小高木。丘陵や山地に生える。材を鎌の柄に用いたことによりこの名があるという。別名にウシゴロシ、ウシコロシ（牛殺し）とも。中国名は、毛葉石楠。

## 分布・生育地
日本の北海道・本州・四国・九州の平地や山地に分布する。日本国外では中国、朝鮮半島、インドシナ半島の高地、ブータンなどに広く分布する。群生せず数は多くない。水はけがよく明るい環境を好み、原生林内よりも林縁、稜線、若い二次林、雑木林などに多い。ワタゲカマツカはカマツカより寒地に自生することが多いという。

## 特徴
落葉広葉樹の小高木。樹高5 - 7メートル (m) 、稀に10 mに達し、幹の直径20センチメートル (cm) 以上に及ぶものもあるが、通常は樹高2 - 4 m、直径3 - 10 cm程度の低木である。根際から多数の幹が立ち上がる株立ちになることが多いが、幹が1本だけの単木になることもある。長く伸びて樹木を成長させる長枝と、長枝から出る非常に短い短枝があり、花は短枝だけに着く。樹皮は暗い灰色から灰褐色で平滑、成木では横に筋が目立つようになる。若い枝は無毛か細毛がある短枝もよくできる。成長は遅く直径15 cm程度になるまでに50年以上を要し、年輪幅は極めて狭い。主幹は短い間隔で曲がり、捻れていることが多いが、株の脇から出るひこばえは比較的まっすぐに伸びる。
葉は倒卵形で長さ3 - 9 cm、通常5 cm前後、縁に鋸歯があり先端は少し突出する。長枝では互生、短枝では束になって輪生する。葉裏に毛がない個体群（カマツカ）、葉裏に短い綿毛が密生する個体群（ワタゲカマツカ）、中間の特徴を持つ個体群（ケカマツカ）が知られ、変異は連続的である。秋には紅葉し、主に橙色、しばしば赤色や黄色に色づく。紅葉した葉は、褐色を帯びやすい傾向がある。
花期は4 - 6月。花は春から初夏に開花し白色で花弁は5枚、リンゴの花を小さくしたような形で短枝の先に20輪ほど着く。ハナカミキリなどの昆虫がよく訪花し、昆虫観察のポイントとして知られる。
果実は梨状果で長さ7 - 10ミリメートル (mm) ほどの倒卵形、明瞭な果柄があり秋から晩秋に赤色に熟す。果実は少し甘酸っぱく食用になるが通常あまり美味しいものではない。果実は初冬にも残る。
冬芽は円錐形で小さく、芽鱗4 - 5枚に包まれた赤褐色で少しつやがある。枝の先に仮頂芽がつき、側芽は枝に互生する。仮頂芽と側芽の大きさはほぼ同じである。葉痕は浅いV字形や三角形をしており、維管束痕が3個つく。葉痕の基部は紅紫色をしている。

## 利用
若葉は山菜として食用にされることがある。
材は散孔材で辺材の色は淡黄褐色、心材の色は淡黄褐色、淡紅色、暗赤褐色と変化に富む。辺材と心材の境は不明瞭なことが多い。気乾比重0.83 - 1.0と非常に重硬、緻密で肌目は精。強靭で弾力に富み、折れにくいので玄翁、鑿、鎌、鉈、斧など工具や農具の柄に利用されるが、主な用途は玄翁やハンマーの柄で、特に石工の玄翁の柄としての酷使に耐えるほぼ唯一の国産材として定評がある。
石工職人自身によって選択的・計画的に伐採・保存される他、少ないながら原木（小径丸太）も流通している。耐朽性は低い方で、乾燥した状態では長期間強靭さを保つが、湿った場所に放置されると容易に腐朽する。薪炭材やシイタケのホダ木に利用されるという記述が見られるが、選択的に利用されているというより、雑多な広葉樹の中でそれらの用途に適するとして利用されている多くの樹種のひとつと考えられる。
樹形が美しく、可憐な花や果実をつけるため庭木、公園樹、盆栽として利用される。